# Feith Zoltán
Feith Zoltán Csaba (Eger, 1968. július 31. –) magyar üzletember, művészeti mecénás. A Fizetési Pont Kft. alapító tulajdonosa és ügyvezetője, az Országos Fizetési Szolgáltató (OFSZ) Zrt. alapító tulajdonosa és vezérigazgatója, az UniYou Iskolaszövetkezet igazgatósági tagja.

## Életút
Eredetileg történésznek készült, végül 1996-ban jogi diplomát szerzett a Szegedi Tudományegyetemen, majd 2012-ben elvégezte a kulturális antropológia szakot az Eötvös Loránd Tudományegyetemen.

## Szakmai munkássága

### Országos Fizetési Szolgáltató
Az Országos Fizetési Szolgáltató Zrt. 2012-ben jött létre, egyike a Magyarországon működő pénzforgalmi intézményeknek. A célja, hogy készpénz-helyettesítő megoldásokkal segítsen a mikro-, kis- és középvállalkozásoknak, valamint a lakossági ügyfeleknek.
2024-ben a HVG legnagyobb nyereségű cégeket rangsoroló listáján, a Top 500 közül a társaság összesítettben a 396., a pénzügyi szolgáltatók közül pedig a 37. helyen szerepelt.

### Fizetési Pont
A 2017-ben létrejött Fizetési Pont egy bankfüggetlen, bankkártyaolvasó POS-terminálokat üzemeltető vállalat. A cég szolgáltatásai, amelyek elsősorban a mikro-, kis- és középvállalkozásokra fókuszálnak, két technikai eszközön – a modern fizetési kártyákon levő chip kiterjesztett használatán, illetve az intelligens POS-terminálok széles körű hozzáférhetőségén – alapulnak.

### UniYou
Az UniYou 2023-ban indult el azzal a céllal, hogy megreformálja a hazai iskolaszövetkezeti rendszert. A startup ennek érdekében fejlesztett egy olyan applikációt, amely segíti a diákok foglalkoztatását és az ezzel kapcsolatos adminisztrációt, a cégeknek pedig átlátható és modern webes felületet biztosít.

## Magánélete
Feith Zoltán évtizedek óta támogatja mecénásként a kultúrát.
A Magyar Állami Operaház egyetlen olyan arany fokozatú támogatója, aki magánszemélyként támogatja az Operát. A Budapesti Operabarátok Egyesülete, illetve az OperaKlub tagja. Az ő finanszírozásával jött létre 2023-ban az OperApp, amely az opera és a műfaj iránt érdeklődők igényeire szabott, a tájékozódást, a jegyvásárlást, az intézmény produkciói és szolgáltatásai közötti eligazodást segítő telefonos alkalmazás.
Vitorlázik, saját hajójával versenyez. Kategóriájában többszörös Kékszalag-győztes.